# Pernilla

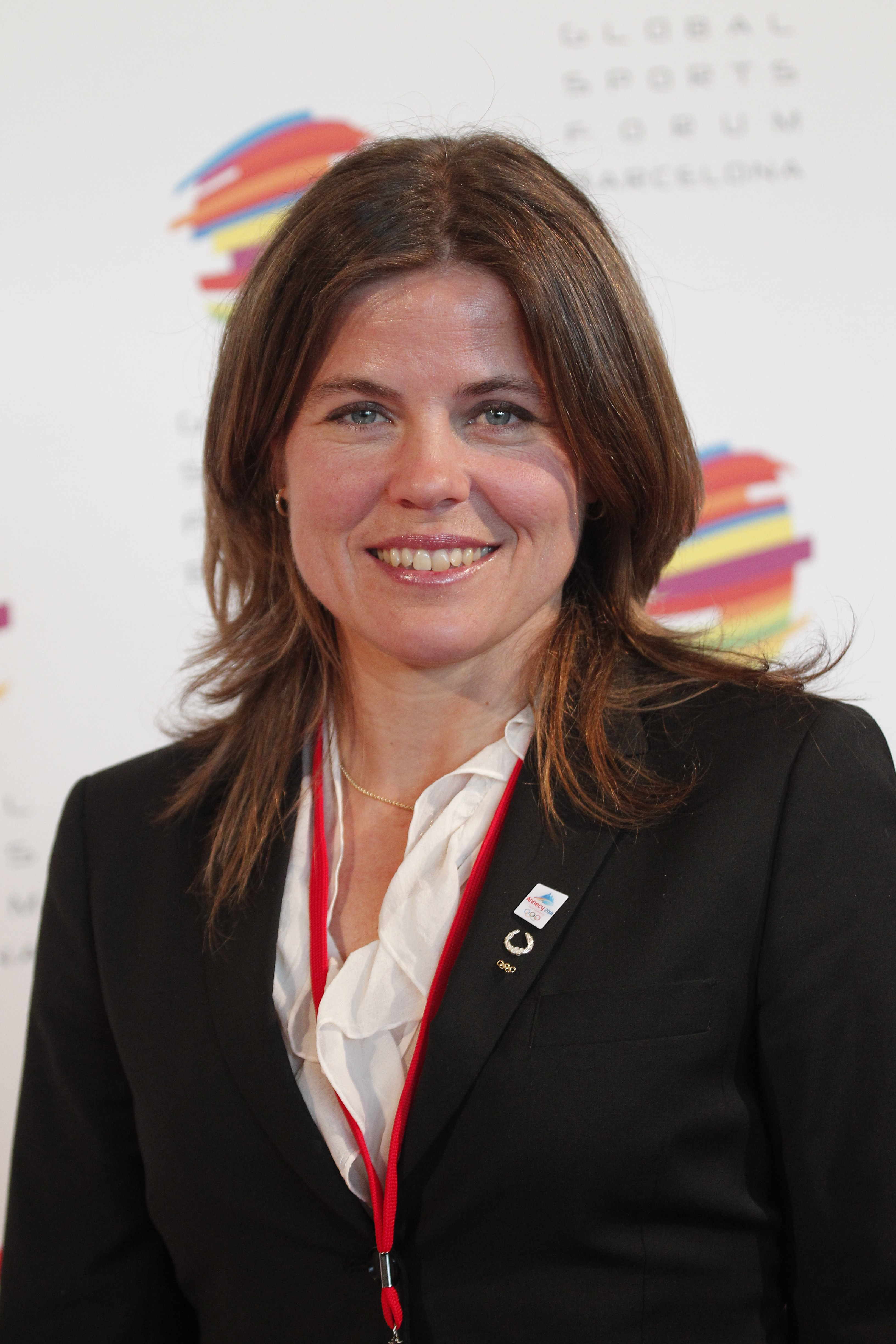
Pernilla Wiberg, 2011.

Kvinnonamnet Pernilla eller, mer ovanligt, Pärnilla, är en kortform av Petronilla, ett smaknamn för Petronia, som är den kvinnliga formen av det romerska släktnamnet Petronius. En annan variant av namnet är Petronella.
Namnet har använts i Sverige sedan 1500-talet. Den danska och norska varianten är Pernille.
Pernilla hade en popularitetstopp i början på 1970-talet då det hade en plats bland de 25 vanligaste namnen. 
Den 31 december 2009 fanns totalt 18 304 personer folkbokförda i Sverige med namnet Pernilla, varav 13 202 med det som tilltalsnamn/förstanamn.
År 2002 fick 88 flickor namnet, varav 14 fick det som tilltalsnamn.
Namnsdag i Sverige: 31 maj, (1986-2000: 1 augusti). I den finlandssvenska namnsdagslängden har Pernilla namnsdag 29 juni sedan 1995.

## Personer med namnet Pernilla
- Pernilla Andersson, sångerska
- Pernilla August, skådespelerska
- Pernilla Emme, musiker
- Pernilla Glaser, författare
- Pernilla Månsson Colt, TV-journalist
- Pernilla Ribeiro Novais, judoutövare
- Pernilla Oljelund, manus- och barnboksförfattare
- Pernilla Stalfelt, illustratör och barnboksförfattare
- Pernilla Tunberger, kokboksförfattare
- Pernilla Wahlgren, sångerska och skådespelerska
- Pernilla Wiberg, alpin skidåkare, bragdmedaljör
- Pernilla Zethraeus, politiker (v)